# GLBasic
GLBasic — коммерческий язык программирования высокого уровня, основан на синтаксисе BASIC.

## Описание
Использует коллекцию компиляторов GNU для различных платформ, чтобы получить нативный код. Прекомпилятор GLBasic «GPC» преобразует синтаксис BASIC в код C++ и затем таковой компилирует. Программист может расширить GLBasic с помощью команды INLINE, чтобы смешать код C/C++ непосредственно с исходным кодом GLBasic. Благодаря этому GLBasic может получить доступ к сторонним динамическим библиотекам на всех платформах. GLBasic SDK поставляется с IDE, отладчиком и графическим движком, построенным на OpenGL (или OpenGL ES) для платформ Windows, Linux, Mac OS X, iOS и WebOS. Для портативных устройств (Windows Mobile, GP2X и GP2X Wiz) GLBasic использует свои собственные процедуры, близкие к аппаратным, для ускорения графики. Начиная с версии 10.057 добавлена поддержка создания пакетов приложений, работающих на устройствах Android. Дистрибутив GLBasic поставляется с многочисленными примерами.